# 世界燈塔100選
世界燈塔100選為國際燈塔協會（IALA）於1998年發起「世界各國歷史上特別重要燈塔100選」的選舉活動中所選出之燈塔。中国有五座灯塔入选，分别是上海青浦泖塔、海南临高角灯塔、温州江心屿灯塔、大连老铁山灯塔和舟山花鸟山灯塔。

## 關連項目
- 日本燈塔50選
- 日本保存燈塔

## 外部連結
- （日語）社団法人燈光会-（页面存档备份，存于）